# Лон Чейні
Лон Чейні (англ. Lon Chaney, ім'я при народженні — Леонідас Френк Чейні, 1 квітня 1883 — 26 серпня 1930) — видатний американський актор німого кіно, який прославився здатністю до невпізнання змінювати свою зовнішність і навіть отримав прізвисько «Людина з тисяччю облич».

## Біографія
Лон Чейні народився 1 квітня 1883 року в Колорадо-Спрінгс, штат Колорадо. Його батько - Френк Чейні і мати - Емма Кеннеді були глухонімими, тому хлопчик рано навчився спілкуватися за допомогою мови жестів і міміки. Дідусь Чейні по матері, Джонатан Ралстон Кеннеді, заснував "Колорадську школу для виховання німців" (нині Колорадська школа для глухих і сліпих) у 1874 році, де батьки Чейні познайомилися. Його прадід був конгресменом Джоном Чейні.
З дитинства Чейні підробляв в оперному театрі Колорадо-Спрінгс робітником сцени, декоратором і реквізитором, іноді отримуючи ролі в масовці. У 17 років почав працювати актором у різних театрах, здебільшого в бродячих вар'єте. У 1905 році одружився зі співачкою Клеве Крейтон; в 1906 році у них народився син Крейтон Чейні, більш відомий як Лон Чейні-молодший. У 1910 році сім'я Чейні осіла в Каліфорнії. Стосунки Чейні з дружиною погіршувалися і в 1913 році вони розлучилися. Клеве спробувала накласти на себе руки, випивши дихлорид ртуті; вона залишилася жива, але співати більше не могла. Після пов'язаного з цим випадком скандалу Чейні змушений був піти з театру.
Він вирішив зосередитися на роботі в кіно. Зніматися в короткометражних комедіях студії Universal він почав ще в 1912 році, згодом він також писав сценарії і режисирував деякі фільми, в яких знімався.
Загалом фільмографія Лона Чейні налічує понад 150 фільмів. Він грав найрізноманітніші ролі, однак найкраще йому вдавалися образи людей нещасних, самотніх, знедолених, часто озлоблених і знівечених. Його здібності до наслідування і вміння працювати з гримом були неймовірними (він навіть написав статтю про грим для одного з видань Британської Енциклопедії), що, в підсумку, і стало одним із джерел його гучного успіху. Крім того Чейні приділяв велику увагу костюму і пластиці рухів. Наприклад, у фільмі «Покарання» (The Penalty, 1920) він зіграв безногого каліку, так щільно прив'язавши ступні до спини, що це здавалося фізично неможливим. Пізніше у фільмі «Невідомий» (1927) він виконає аналогічний фокус з руками і зіграє метальника ножів, який прикидається безруким, ховаючись від поліції.
Для Лона Чейні були особливо цікаві ролі не тільки калік, а й чудовиськ. У фільмі «Операція наосліп» (A Blind Bargain, 1922, фільм не зберігся) він зіграв ролі і професора-експериментатора, і створеного ним получеловека-напівмавпи.
У фільмі «Горбань із Нотр-Дама» (1923), поставленому за романом Віктора Гюго, Чейні зіграв роль Квазімодо і став безумовно головною причиною грандіозного успіху цією дорогої та вражаючої постановки. Для цієї ролі Чейні спорудив собі штучний горб вагою понад 20 кілограмів; інші накладки і пристосування додали до його ваги ще 15 кілограмів. Навіть з таким гандикапом він з неймовірною спритністю переміщався по величезній декорації, що зображувала знаменитий фасад Собору Нотр-Дам.
Ще більший успіх супроводжував фільм 1925 року «Привид опери» за однойменним романом Гастона Леру, в якому Чейні зіграв роль Еріка, як зазвичай, сам розробивши для себе унікальний грим, небувалий за складністю і, за свідченнями очевидців, надзвичайно болючий у використанні (наприклад, вставлені в ніздрі металеві скоби викликали в актора постійну кровотечу).
В цей же період виходять на екрани і інші відомі фільми за участю Чейні — драма «Той, хто отримує ляпаси» (He Who Gets Slapped, 1924, екранізація однойменної п'єси Леоніда Андрєєва), кримінальний фільм «Несвята трійця» (1925), лірична комедія «Скажіть це морпіхам» (Tell It to the Marines, 1926), драми «Дорога на Мандалай» (The Road to Mandalay, 1926), «Чорний Дрізд» (The Blackbird, 1926), «Невідомий» (The Unknown, 1927), «На захід від Занзібару» (West of Zanzibar, 1928), «псевдовампірскій» детектив «Лондон після півночі» (1927).
З початком ери звукового кіно Чейні, на відміну від багатьох зірок епохи німого кіно, з ентузіазмом взявся розробляти нові можливості. Для початку він зробив озвучену версію «Примари опери» (було зроблено новий монтаж зі спеціально доснятимі епізодами), а потім випустив повний звуковий ремейк «Нечестивої трійці», в якому не тільки виконав кілька ролей, але і озвучив різними голосами п'ять персонажів (в тому числі папугу).

## Смерть
Під час зйомок фільму "Грім" взимку 1929 року у Чейні розвинулася пневмонія. Наприкінці 1929 року у нього діагностували рак гортані. Це посилилося, коли під час зйомок у його горлі застряг штучний сніг, який спричинив серйозну інфекцію. Незважаючи на серйозне лікування, його стан поступово погіршувався, і він помер від крововиливу в горло 26 серпня 1930 року в Лос-Анджелесі, штат Каліфорнія. Його похорони відбулися 28 серпня в Глендейлі, штат Каліфорнія. До почесних носіїв входили Пол Берн, Гант Стромберг, Ірвінг Тальберг, Луїс Барт Маєр, Лайонел Баррімор, Воллес Бірі, Тод Браунінг, Лью Коді та Рамон Новарро. Корпус морської піхоти США забезпечив капеланом та почесною гвардією його похорон. Поки проводився його похорон, усі студії та MGM вшанували двома хвилинами мовчання.
Чейні був похований на кладовищі Меморіального парку Форест Газон в Глендейлі, поруч зі склепом свого батька. Його дружина Хейзел була похована там після її смерті в 1933 році. З невідомих причин склеп Чейні залишився без позначень.

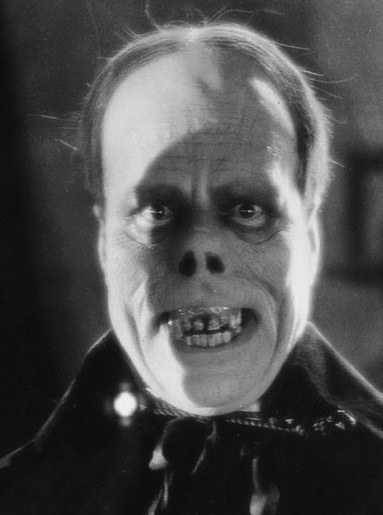
Лон Чейні в ролі привида з фільму "Привид опери" (1925)

## Цікаві факти
За часів популярності Лона Чейні, який не втомлювався дивувати публіку все новими шокуючими кінообразами, дивно несхожими один на одного, був у ходу жарт: «Побачиш таргана — не дави його, це може бути Лон Чейні».
Лон Чейні часто працював з режисером Тодом Броунінгом, якого пов'язувала з ним схожість біографії — Броунінг довго жив в юності серед бродячих циркачів. Після спільної роботи у фільмі «Лондон після опівночі», де була задіяна тема вампіризму, вони збиралися разом поставити екранізацію «Дракули» Брема Стокера. Цей проект був здійснений Броунінгом вже після смерті Чейні — фільм «Дракула» вийшов в 1931 році. Чейні також розробив «спецефект» «людина-курка», який Броунінг використовував у фільмі «Виродки».
В останні місяці перед смертю Лон Чейні не міг говорити через рак гортані.
Син Лона Чейні, який взяв псевдонім Лон Чейні-молодший, в 1940-х роках став популярним актором і в деяких фільмах вказувався в титрах без приставки «молодший».
У 1957 році на екрани вийшов біографічний фільм про Лона Чейні «Людина з тисячею облич»; роль Чейні в ньому виконав Джеймс Кегні.
У 1994 році на Голлівудській Алеї Зірок була встановлена зірка Лона Чейні (7046 Hollywood Blvd.)

## Фільмографія
Приблизно 102 із 157 фільмів, за участі Чейні, в даний час класифікуються як загублені. Ряд інших існує лише у надзвичайно урізаній формі або зазнало сильної деформації.
| Дата | Українська назва                | Оригінальна назва                   | Роль                             | Примітки |
| ---- | ------------------------------- | ----------------------------------- | -------------------------------- | --- |
| 1912 | Честь родини                    | The Honor of the Family             |                                  | короткометражка, втрачена |
| 1913 | Шляхи долі                      | The Ways of Fate                    |                                  | короткометражка, втрачена |
| 1913 |                                 | Poor Jake’s Demise                  | Чувак (The Dude)                 | короткометражка, втрачена |
| 1913 | Морський їжак                   | The Sea Urchin                      | Барнакл Білл                     | короткометражка, втрачена |
| 1913 |                                 | The Blood Red Tape of Charity       | Маркс, джентльменський злодій    | короткометражка, втрачена |
| 1913 | Шон Пайпер                      | Shon the Piper                      | член клану                       | короткометражка, втрачена |
| 1913 | Пастка                          | The Trap                            | Лон                              | короткометражка, втрачена |
| 1913 | Майже актриса                   | Almost an Actress                   | оператор                         | короткометражка, втрачена |
| 1913 | Слон на руках                   | An Elephant on His Hands            | Дядько Едді                      | короткометражка, втрачена |
| 1913 | Повернутись до життя            | Back to Life                        | суперник                         | короткометражка, втрачена |
| 1913 | Червона Маргарет, самогонщик    | Red Margaret, Moonshiner            | Лон                              | короткометражка, втрачена |
| 1913 |                                 | Bloodhounds of the North            | Гірський лейтенант               | короткометражка, втрачена |
| 1914 | Брехня                          | The Lie                             | юний МакГрегор                   | короткометражка, втрачена |
| 1914 |                                 | The Honor of the Mounted            | Жак Лакок                        | короткометражка, втрачена |
| 1914 |                                 | Remember Mary Magdalen              | недоумок                         | короткометражка, втрачена |
| 1914 | Розбрат і гармонія              | Discord and Harmony                 | скульптор                        | короткометражка, втрачена |
| 1914 | Загроза Карлотті                | The Menace to Carlotta              | Джованні Бартольді               | короткометражка, втрачений; Чейні також написав сценарій                                                                                             |
| 1914 | Розкрадач                       | The Embezzler                       | Дж. Роджер Діксон                | короткометражка, втрачена |
| 1914 | Агнець, Жінка, Вовк             | The Lamb, the Woman, the Wolf       | вовк                             | короткометражка, втрачена |
| 1914 | Кінець ворожнечі                | The End of the Feud                 | Вуд Доусон                       | короткометражка, втрачена |
| 1914 | Трагедія на Шепочому Страмку    | The Tragedy of Whispering Creek     | кочегар                          | короткометражка, втрачена |
| 1914 | Незаконна торгівля              | The Unlawful Trade                  | напівкровка                      | короткометражка, втрачена |
| 1914 | Заборонена кімната              | The Forbidden Room                  | Джон Морріс                      | короткометражка, втрачена |
| 1914 | Старий швець                    | The Old Cobbler                     | Дикий Білл                       | короткометражка, втрачена |
| 1914 | Надії сліпої алеї               | The Hopes of Blind Alley            | постачальник                     | короткометражка, втрачена |
| 1914 | Роман із ранчо                  | A Ranch Romance                     | Рафаель Праз                     | короткометражка, втрачена |
| 1914 | Її серйозна помилка             | Her Grave Mistake                   | Нуньєс                           | короткометражка, втрачена |
| 1914 | Променями сонця                 | By the Sun’s Rays                   | Френк Лоулер                     | короткометражка |
| 1914 | Підземна темниця                | The Oubliette                       | Шевальє Бертран де ла Пейн       | короткометражка;Альтернативна назва: Пригоди Франсуа Війона №1: Обльєт                                                                               |
| 1914 | Роман шахтаря                   | A Miner’s Romance                   | Джон Бернс                       | короткометражка, втрачена |
| 1914 |                                 | Her Bounty                          | Фред Говард                      | короткометражка, втрачена |
| 1914 | Вищий закон                     | The Higher Law                      | Сер Стівен Фіц Аллен             | короткометражка, втрачена |
| 1914 | Рішельє                         | Richelieu                           | Барадас                          | короткометражка, втрачена |
| 1914 |                                 | The Pipes o' Pan                    | Артур Даррелл                    | короткометражка, втрачена |
| 1914 | Чеснота - це власна нагорода    | Virtue Is Its Own Reward            | Дункан Бронсон                   | короткометражка; У 2018 році на горищі в Брукліні було виявлено 25-футовий фрагмент цього фільму                                                     |
| 1914 | Її історія життя                | Her Life’s Story                    | Дон Валескес                     | короткометражка, втрачена |
| 1914 | Світло і тіні                   | Lights and Shadows                  | Бентлі                           | короткометражка, втрачена |
| 1914 | Лев, Ягня, Людина               | The Lion, the Lamb, the Man         | Фред Браун - Лев                 | короткометражка; існує вирізане з першого барабану, яке витягає більшу частину початкових кадрів                                                     |
| 1914 |                                 | A Night of Thrills                  | відвідувач                       | короткометражка, втрачена |
| 1914 | Її втеча                        | Her Escape                          | Піт Волш - брат Поліни           | короткометражка, втрачена; Чейні також написав сценарій                                                                                              |
| 1915 | Гріх Ольги Брандт               | The Sin of Olga Brandt              | Стівен Леслі                     | короткометражка, втрачена |
| 1915 | Морська зірка                   | The Star of the Sea                 | Томаско - рибалка                | короткометражка, втрачена |
| 1915 |                                 | A Small Town Girl                   | заготівельник                    | короткометражка, втрачена |
| 1915 | Міра людини                     | The Measure of a Man                | Дональд Макдермотт               | короткометражка, втрачена |
| 1915 | Нитки долі                      | The Threads of Fate                 | граф                             | короткометражка, втрачена |
| 1915 | Коли Боги зіграли в гру, борсук | When the Gods Played a Badger Game  | Джо                              | короткометражка, втрачена; робоча назва - Дівчина, яка не могла помилитися (The Girl Who Couldn't Go Wrong)                                          |
| 1915 | Таке життя                      | Such Is Life                        | Тод Вілкс                        | короткометражка, втрачена |
| 1915 | Де закінчується ліс             | Where the Forest Ends               | Поль Рушель                      | короткометражка, втрачена |
| 1915 | За воротами                     | Outside the Gates                   | Перес                            | короткометражка, втрачена |
| 1915 | Усе для Пеггі                   | All for Peggy                       | Сет Болдуін                      | короткометражка, втрачена |
| 1915 | Безлюдна порода                 | The Desert Breed                    | Фред                             | короткометражка, втрачена |
| 1915 | Діва туману                     | Maid of the Mist                    | Лін - батько Пауліни             | короткометражка, втрачена |
| 1915 |                                 | The Grind                           | Генрі Леслі                      | короткометражка, втрачена |
| 1915 | Дівчина ночі                    | The Girl of the Night               | Джеррі                           | короткометражка, втрачена; назва перевидання - Her Chance                                                                                            |
| 1915 |                                 | The Stool Pigeon                    |                                  | корометражка, втрачена; Чейні поставив цей фільм (свій перший), але не знімався в ньому                                                              |
| 1915 | Ідилія в горах                  | An Idyll of the Hills               | Лафе Джеймсон                    | короткометражка, втрачена |
| 1915 | Сильніше розуму                 | The Stronger Mind                   | приятель Крука                   | короткометражка, втрачена |
| 1915 |                                 | The Oyster Dredger                  |                                  | короткометражка, втрачена; Чейні написав і режисував цей фільм, але не знімався в ньому                                                              |
| 1915 |                                 | Steady Company                      | Джиммі Форд                      | короткометражка, втрачена |
| 1915 | Виробник скрипок                | The Violin Maker                    | Педро - виробник скрипок         | короткометражка, втрачена; Чейні виступив як режисер                                                                                                 |
| 1915 | Довіра                          | The Trust                           | Джим Мейсон                      | короткометражка, втрачена; Чейні виступив як режисер; альтернативна назва - The Truce                                                                |
| 1915 |                                 | Bound on the Wheel                  | Том Кулахан                      | короткометражка, втрачена |
| 1915 | Гірське правосуддя              | Mountain Justice                    | Джеффрі Кірке                    | короткометражка, втрачена |
| 1915 |                                 | Quits                               | Френчі, втікач                   | короткометражка, втрачена (існує кадр з фільму); робоча назва - «The Sheriff of Long Butte» (заголовок оповідання, на якому вона базувалася)         |
| 1915 |                                 | The Chimney’s Secret                | Чарльз Гардінг                   | короткометражка, втрачена; Чейні виступив як сценарист та режисер                                                                                    |
| 1915 |                                 | The Pine’s Revenge                  | чорний Скотті                    | короткометражка, втрачена; робоча назва - The King's Keeper                                                                                          |
| 1915 | Захоплення Флер де Ліс          | The Fascination of the Fleur de Lis | Герцог Сафулруг                  | короткометражка (неповна версія збереглася в приватного колекціонера в Англії)                                                                       |
| 1915 |                                 | Alas and Alack                      | рибалка і горбань                | короткометражка (у Національному кіноархіві в Лондоні існує неповна версія)                                                                          |
| 1915 | Спокута матері                  | A Mother’s Atonement                | Бен Моррісон                     | короткометражка (у бібліотеці Конгресу вижили лише перші дві котушки картини)                                                                        |
| 1915 | Лон із самотньої гори           | Lon of Lone Mountain                | Лон Мур                          | короткометражка, втрачена |
| 1915 | Бідники-мільйонери              | The Millionaire Paupers             | Мартін - Поміщик                 | короткометражка, втрачена (коротний фрагмет існує в приватній колекції); робоча назва - Fate's A Fiddler                                             |
| 1915 | Під тінню                       | Under a Shadow                      | ДеСерріс                         | короткометражка, втрачена |
| 1915 | Батько і хлопчики               | Father and the Boys                 | Тук Варфоломій                   | втрачена |
| 1915 | Сильніший за смерть             | Stronger Than Death                 | адвокат                          | короткометражка, втрачена |
| 1916 |                                 | Dolly’s Scoop                       | Дейн Фішер                       | короткометражка (фільм зберігся втративши лише головні титри)                                                                                        |
| 1916 | Стиск ревнощів                  | The Grip of Jealousy                | Сайлас Лейсі                     | втрачена; робоча назва - Love Thine Enemy |
| 1916 | Заплутані серця                 | Tangled Hearts                      | Джон Хаммонд                     | втрачена (приблизно дві хвилини фільму є в приватній колекції)                                                                                       |
| 1916 | Позолочений павук               | The Gilded Spider                   | Джованні                         | втрачена; робоча назва - The Full Cup |
| 1916 | Боббі з балету                  | Bobbie of the Ballet                | Гук Гувер                        | втрачена |
| 1916 | Охоплення жадібністю            | The Grasp of Greed                  | Джиммі                           | близько половини фільму все ще існує у Кіноархіві будинку Джорджа Істмана                                                                            |
| 1916 | Знак Каїна                      | The Mark of Cain                    | Дік Темпл                        | втрачена; робоча назва - By Fate's Decree |
| 1916 |                                 | If My Country Should Call           | Доктор Джордж Ардрат             | неповний фільм (котушки 2, 3 і 5 з 5) існує в Національному архіві Канади та Бібліотеці Конгресу.                                                    |
| 1916 | Фелікс на роботі                | Felix on the Job                    | Тод                              | короткометражка, втрачена |
| 1916 | Місце за вітрами                | The Place Beyond the Winds          | Джеррі Джо                       | робоча назва - Mansion of Despair; 4 з 5-ти барабанів (2, 3, 4 і 5) все ще є в архіві фільмів у Бібліотеці Конгресу та в Національному архіві Канади |
| 1916 |                                 | Accusing Evidence                   | Лон                              | короткометражка, втрачена |
| 1916 | Ціна мовчання                   | The Price of Silence                | Едмонд Стаффорд                  | фільм існує у французькому кіноархіві CNC |
| 1917 |                                 | The Piper’s Price                   | Біллі Кілмартін                  | втрачена |
| 1917 |                                 | Hell Morgan’s Girl                  | Слетер                           | втрачена |
| 1917 | Маска кохання                   | The Mask of Love                    | Маріно                           | короткометражка, втрачена |
| 1917 | Дівчина в картатому пальто      | The Girl in the Checkered Coat      | Гектор Мейтленд                  | втрачена |
| 1917 | Ліхтарик                        | The Flashlight                      | Генрі Нортон і Портер Брікстон   | втрачена |
| 1917 | Ляльковий будинок               | A Doll’s House                      | Нільс Крогстад                   | втрачена |
| 1917 | Пожежі повстання                | Fires of Rebellion                  | Рассел Хенлон                    | втрачена |
| 1917 | Порятунок                       | The Rescue                          | Томас Холланд                    | втрачена |
| 1917 | Заплати мені                    | Pay Me!                             | Джо Лоусон                       | альтернативна назва - Vengeance of the West; у 2019 році в російському архіві Держфільмофонду було знайдено 23 хвилини цього фільму.                 |
| 1917 | Тріумф                          | Triumph                             | Пол Нейхофф                      | Неповний фільм, що складається лише з перших трьох барабанів, було виявлено в Англії і зберігся в AMPAS                                              |
| 1917 | Порожній пістолет               | The Empty Gun                       | Френк                            | короткометражка, втрачена |
| 1917 | Що завгодно                     | Anything Once                       | Вог Мур                          | втрачена |
| 1917 | Червоний автомобіль             | The Scarlet Car                     | Пол Ревр Форбс                   | |
| 1918 | Велика пристрасть               | The Grand Passion                   | Пауль Аргос                      | втрачена |
| 1918 | Бродвейське кохання             | Broadway Love                       | Елмер Воткінс                    | |
| 1918 | Кайзер, берлінський звір        | The Kaiser, the Beast of Berlin     | Бетманн-Гольвег                  | втрачена |
| 1918 | Міцна компанія                  | Fast Company                        | Ден Маккарті                     | втрачена |
| 1918 | Бродвейський скандал            | A Broadway Scandal                  | "Кінк" Колбі                     | втрачена |
| 1918 | Перемога Гауна                  | Riddle Gawne                        | Хаме Боззам                      | |
| 1918 |                                 | That Devil, Bateese                 | Луї Курто                        | втрачена |
| 1918 | Про це говорить усе місто       | The Talk of the Town                | Джек Ленгорн                     | втрачена |
| 1918 | Небезпека, повільно             | Danger, Go Slow                     | Бад                              | втрачена |
| 1919 | Зла кохана (Зіпсована красуня)  | The Wicked Darling                  | Ступ Коннорс                     | робоча назва - The Gutter Rose and Rose of the Night                                                                                                 |
| 1919 | Несправжні обличчя              | The False Faces                     | Карл Екстрем                     | робоча назва - The Lone Wolf |
| 1919 | Країна чоловіків                | A Man’s Country                     | "Три карти" Дункан               | стрічку було виявлено в кіноархіві Датського інституту кіно в Данії.                                                                                 |
| 1919 | Чудотворець                     | The Miracle Man                     | жаба                             | втрачена |
| 1919 | Оплачується заздалегідь         | Paid in Advance                     | Батезе Ле Блан                   | |
| 1919 |                                 | When Bearcat Went Dry               | Kindard Powers                   | |
| 1919 | Перемога                        | Victory                             | Рікардо                          | |
| 1920 | Сміливець Джек                  | Daredevil Jack                      | Ройс Ріверс                      | втрачена (у кіноархіві UCLA існують неповні частини епізодів 1, 2 та 4)                                                                              |
| 1920 | Острів скарбів                  | Treasure Island                     | Сліпий Пью і Меррі               | втрачена |
| 1920 | Великий дарунок                 | The Gift Supreme                    | Мерні Стагг                      | |
| 1920 | Покарання                       | The Penalty                         | Буран                            | |
| 1920 | Кочівники півночі               | Nomads of the North                 | Рауль Шаллонер                   | |
| 1920 | Поза законом                    | Outside the Law                     | Чорний Майк Сільва / Ah Wing     | |
| 1921 | Голоси міста                    | Voices of the City                  | О'Рурк                           | |
| 1921 | Для кого ми любимо              | For Those We Love                   | Трікс Улнар                      | втрачена |
| 1921 | Біти життя                      | Bits of Life                        | Чін Чау                          | втрачена |
| 1921 |                                 | The Ace of Hearts                   | Фаралон                          | |
| 1922 | Пастка                          | The Trap                            | Гаспард Добрий                   | Чейні написав сценарій; робоча назва - Heart of a Wolf                                                                                               |
| 1922 | Плоть і кров                    | Flesh and Blood                     | Девід Вебстер                    | |
| 1922 | Світло в темряві                | The Light in the Dark               | Тоні Пантеллі                    | пізніше відредаговано до коротшої версії під назвою - The Light of Faith                                                                             |
| 1922 | Олівер Твіст                    | Oliver Twist                        | Фейджин                          | |
| 1922 | Тіні                            | Shadows                             | Йен Гріх - "Язичник"             | |
| 1922 | Квінсі Адамс Сойєр              | Quincy Adams Sawyer                 | Овадія Строут                    | втрачена |
| 1922 | Угода всліпу                    | A Blind Bargain                     | Доктор Артур Лемб / Людина-Мавпа | втрачена |
| 1923 | Усі брати були доблесними       | All the Brothers Were Valiant       | Марк Шор                         | втрачена |
| 1923 | Поки спить Париж                | While Paris Sleeps                  | Анрі Сантодос                    | втрачена; робоча назва - The Glory of Love |
| 1923 | Шок                             | The Shock                           | Вільс Діллінг                    | робоча назва - Bittersweet |
| 1923 | Горбань із Нотр Дама            | The Hunchback of Notre Dame         | Квазімодо                        | візажист (в титрах не вказано) |
| 1924 | Наступний куточок               | The Next Corner                     | Джуан Серафін                    | втрачено |
| 1924 | Той, хто отримує ляпаси         | He Who Gets Slapped                 | Пол Бомон                        | |
| 1925 | Привид опери                    | The Phantom of the Opera            | Ерік (привид)                    | режисер, візажист |
| 1925 | Монстр                          | The Monster                         | Доктор Зіска                     | |
| 1925 | Несвята трійця                  | The Unholy Three                    | Ехо                              | |
| 1925 | Вежа брехні                     | The Tower of Lies                   | Джан                             | втрачена |
| 1926 | Чорний дрізд                    | The Blackbird                       | Ден - чорний дрізд / Єпископ     | альтернативна назва - The Black Bird |
| 1926 | Дорога в Мандалай               | The Road to Mandalay                | Сінгапур Джо                     | |
| 1926 | Скажіть це морпіхам             | Tell It to the Marines              | Сержант О'Хара                   | |
| 1927 | Містер Ву                       | Mr. Wu                              | Містер Ву / Дідусь Ву            | |
| 1927 | Невідомий                       | The Unknown                         | Алонсо безрукий                  | |
| 1927 | Наруга (Терор)                  | Mockery                             | Сергій                           | робоча назва - Terror |
| 1927 | Лондон після опівночі           | London After Midnight               | Професор Едвард Берк             | втрачена; альтернативна назва - The Hypnotist; візажист (в титрах невказано)                                                                         |
| 1928 | Велике місто                    | The Big City                        | Чак Коллінз                      | втрачено |
| 1928 | Смійся, клоуне, смійся          | Laugh, Clown, Laugh                 | Тіто                             | |
| 1928 | Коли місто спить                | While the City Sleeps               | Ден Коглан                       | |
| 1928 | Захід Занзібару                 | West of Zanzibar                    | Фрозо                            | |
| 1929 | Схід є схід                     | Where East Is East                  | Тайгер Хейнс                     | |
| 1929 | Грім                            | Thunder                             | Сварливий Андерсон               | |